# Dichtenkogel
Dichtenkogel är en bergstopp i Österrike.   Den ligger i distriktet Zell am See och förbundslandet Salzburg, i den centrala delen av landet, 300 km väster om huvudstaden Wien. Toppen på Dichtenkogel är 2 487 meter över havet.
Terrängen runt Dichtenkogel är bergig. Närmaste större samhälle är Mittersill, 14,9 km norr om Dichtenkogel. 
Trakten runt Dichtenkogel består i huvudsak av gräsmarker. Runt Dichtenkogel är det ganska glesbefolkat, med 32 invånare per kvadratkilometer.